# 霍爾嶺
70°42′S 63°12′W / 70.700°S 63.200°W
霍爾嶺（英語：Hall Ridge），是南極洲的山嶺，位於帕爾默地，處於埃蘭德山脈以南9公里，在1974年由美國地質調查局繪入地圖，現時由南極條約體系管理。

## 外部連結
. . United States Geological Survey.   [2012-05-17].